# 裴宗澄
裴宗澄（1915年—2003年4月18日），原名裴清泌，山东济南人，中国人民解放军开国少将，曾任解放军防化兵负责人、济南军区副参谋长。

## 生平
1924年考入济南市乙种商业学校高小，小学未毕业考入中学，一年后辍学，在照相馆当学徒，在电话局当司线员。1936年到掖县投奔兄长。
1938年参加八路军胶东抗日游击第三支队，1939年加入中国共产党。历任八路军胶东抗日游击第三支队七大队战士、二中队副中队长、山东人民抗日游击第五支队六十二团二营六连副连长、第五支队六十二团二营副营长。胶东抗日军政学校军事教员、教育科科长，八路军山东纵队第五旅十三团二营副营长。1940年，任十三团二营营长，带一个连到招远开展游击战争。1945年，任胶东军区十三团参谋长。
胶东军区教导团团长，华东军政大学胶东分校校长，胶东军区副参谋长。建国后，任华东军区军务处处长、上海警备区参谋长。1960年毕业于高等军事学院基本系。后历任防化学兵部副主任，总参谋部防化学兵部部长，济南军区副参谋长、司令员部顾问。
解放战争时期，任胶东军区教导二团团长、华东军政大学山东军区胶东分校校长。1947年，任胶东军区参谋处处长、副参谋长。
中华人民共和国成立后，任华东军区司令部作战处副处长、军务处处长等职。1955年，任上海警备区副参谋长、参谋长。1958年，到解放军高等军事学院基本系学习，毕业后任解放军总参谋部防化学部副部长。1961年，任中国人民解放军防化兵部副主任。1969年，任总参谋部防化部部长。1975年，任济南军区副参谋长。1983年，裴宗澄离职休养，享受副兵团职待遇。
1955年授予大校军衔。1964年，晋升少将军衔，获二级独立自由勋章和一级解放勋章。